# Lexington Park (Maryland)
Lexington Park est une census-designated place située dans le comté de Saint Mary, dans l’État du Maryland, aux États-Unis. Lors du recensement de 2020, elle comptait 13 318 habitants.